# The Black Keys
The Black Keys é uma dupla americana de blues-rock e indie rock formada pelo vocalista/guitarrista Dan Auerbach e pelo baterista/produtor Patrick Carney no ano de 2001 em Akron, Ohio.

## Carreira

### Início com o álbumThe Big Come Up(2001—02)
The Black Keys foi formado em 2001 e no início da carreira já era bastante ativo na cena underground de Akron, Ohio. A banda lançou seu álbum de estreia The Big Come Up em 2002 e fez muito sucesso para uma banda de rock independente. The Big Come Up, foi gravado no porão da casa de Patrick, sendo utilizado um gravador de fita cassete dos anos 80. O álbum gerou dois singles lançados em um EP, "Leavin' Trunk" e "She Said, She Said", no qual ambas as músicas são regravadas de outros artistas. "Leavin' Trunk" é um blues tradicional e "She Said, She Said" foi gravado originalmente pelos Beatles. "I'll Be Your Man" é o tema da série americana Hung, do canal HBO.

### Thickfreakness(2003)
A banda lançou Thickfreakness em abril de 2003, que assim como The Big Come Up, também foi gravado no porão da casa de Patrick. O álbum teve críticas favoráveis e três singles foram lançados desse álbum: "Set You Free", "Hard Row", que aparece na série da FX Sons of Anarchy, e uma regravação de "Have Love Will Travel". "Set You Free" foi trilha sonora do filme School of Rock bem como na comédia I Love You, Man, de 2009.
Em 16 de setembro de 2003 lançaram um EP dividido com a banda The Six Parts Seven intitulado The Six Parts Seven/The Black Keys EP que contou com uma música do The Six Parts Seven e três músicas do The Black Keys.

### Rubber Factorye o primeiro álbum ao vivo (2004—05)
Em 19 de janeiro de 2004, foi lançado o EP The Moan, destacando "Have Love Will Travel", uma versão alternativa de "Heavy Soul" e duas regravações.
Rubber Factory, o terceiro álbum da banda, foi lançado em 2004. Com Thickfreakness e Rubber Factory a banda ganhou reconhecimento e popularidade, alavancando a carreira. Rubber Factory foi gravado em uma fábrica abandonada em Akron no início de 2004. De acordo com Patrick, esta fábrica foi demolida no início de 2010.[carece de fontes?] Os destaques do álbum são "10 A.M. Automatic", "'Til I Get My Way" e "Girl Is On My Mind" que foram lançados em um EP. "When The Lights Go Out" foi usado em trailers para o filme Black Snake Moan. "10 A.M. Automatic" foi usado no filme Live Free or Die e "The Go Getter", como trilha sonora para o MLB '06: The Show, para um comercial da American Express e no filme The Go-Getter, que também destacou "Keep Me". "Grown So Ugly" foi destaque no filme Cloverfield e "Girl Is On My Mind" nos comerciais da Sony Ericsson e Victoria's Secret. Nessa época, eles abriram shows para bandas como Pearl Jam, Beck, Radiohead e Sleater-Kinney.
Durante este tempo, a banda lançou também seu primeiro álbum ao vivo: Live, lançado em 2005, gravado no The Metro Theatre, em Sydney, Austrália.

### Magic Potione outros lançamentos (2006—07)
Em 2 maio de 2016, os Black Keys lançaram Chulahoma: The Songs of Junior Kimbrough, um EP com regravações da Fat Possum Records, da qual Junior Kimbrough é o fundador. Kimbrough e sua banda anteriormente haviam regravado The Big Come Up. Quatro dias depois, os Black Keys lançaram seu segundo álbum ao vivo: Live in Austin, também conhecido como Thickfreakness in Austin. Foi gravado em 24 de outubro de 2003 e lançado em 6 de maio de 2006. Logo após, eles lançaram seu quarto álbum: Magic Potion, que foi o primeiro álbum com a gravadora Nonesuch Records. O álbum destacou três singles: "You’re the One", "Your Touch" e "Just Got To Be". "Your Touch" foi destaque no filme de 2009, Zombieland, "Just Got To Be" faz parte da trilha sonora do jogo de vídeo game NHL 08. Os Black Keys regravaram uma versão de “The Wicked Messenger” da trilha sonora de I’m Not There e também gravaram "If You Ever Slip”, uma música escrita por Jesse Harris para a trilha sonora de The Hottest State.

### Attack & Releasee o projetoBlakroc(2008—09)
Attack & Release, o quinto álbum da banda, foi produzido por Danger Mouse e lançado em 1º de abril de 2008, tendo “vazado” na internet em 4 de março. Attack & Release estreou em 14º na Billboard Top 200. Os singles deste álbum foram ‘’Strange Times’’, ‘’I Got Mine’’ e ‘’Same Old Thing’’. ‘’Strange Times’’ foi destaque nos jogos Grand Theft Auto IV e NASCAR 09. ‘’I Got Mine’’ foi nomeada a 23ª melhor música pela revista Rolling Stone na lista das 100 melhores músicas de 2008. ‘’Lies’’ foi utilizada em episódios de Big Love, Lie to Me e foi cantada por Kelly Clarkson ao vivo em sua turnê All I Ever Wanted Tour.[carece de fontes?] ‘’So He Won’t Break’’ foi destaque em um episódio de One Tree Hill. De acordo com uma entrevista para a Pitchfork Media, a banda colaborou em um álbum com Ike Turner, para ser produzido por Danger Mouse e lançado em 2007, mas a ideia se tornou impossível com a morte de Turner em dezembro de 2007. “Algumas gravações que finalizamos, ficaram bem parecidas com Screamin’ Jay Hawkins” disse Patrick para a revista Flaunt em abril de 2008.[carece de fontes?]
Live at the Crystal Ballroom é um vídeo álbum lançado em 18 de novembro de 2008. Foi filmado em 4 de abril de 2008, em Portland, no Crystal Ballroom.
Em 17 de outubro de 2008, a banda abriu um show para seus conterrâneos da banda Devo em um show beneficente no The Akron Civic Theater para o candidato a presidência Barack Obama. Em novembro, eles fizeram uma turnê pela Europa junto com Liam Finn. Em 6 de julho de 2009, os Black Keys realizaram juntamente com os The Roots, TV on the Radio, Public Enemy, Antibalas e outros artistas, a ‘’2nd Annual Roots Picnic’’ no ‘’Festival Pier ‘’ na Filadélfia. Os Black Keys também se juntaram à 9º edição do Independent Music Awards como jurados para músicos independentes que queriam seguir carreira.
Em 10 de fevereiro de 2009, o vocalista e guitarrista Dan Auerbach lançou seu álbum solo de estreia: Keep It Hid. Durante este tempo, o baterista Patrick Carney formou uma banda chamada Drummer, que atualmente assinou contrato com a gravadora de Carney, a Áudio Eagle Records. Drummer lançou seu álbum de estreia, Feel Good Together em setembro de 2009.
Blakroc é um álbum coletivo, destacando The Black Keys e muitos artistas de hip hop lançados na Black Friday. O projeto foi apoiado e reunido por Damon Dash, que é um grande fã dos Black Keys. O álbum conta com rappers como Mos Def, RZA, Raekdown, Ludacris, Pharoahe Monch, Q-Tip, NOE, Jim Jones, Nicole Wray, M.O.P. e Ol’ Dirty Bastard. O álbum foi gravado em Brooklyn, Nova York. Dan Auerbach escreveu no site oficial do Blakroc: “Patrick e eu nos preparamos para essa gravação desde quando tínhamos 16 anos de idade.”

### Brothers(2010—2011)
Brothers foi lançado a 18 de maio de 2010, apresentando uma lista de 15 faixas. O álbum foi produzido pelos Black Keys e Mark Neill, e masterizado por Tchad Blake.
A Revista Rolling Stone colocou Brothers na posição número 2 nos Melhores Álbuns de 2010 e "Everlasting Light" em 11º na lista de Melhores Singles de 2010. A 14 de dezembro de 2010, a Spin nomeiam os The Black Keys como Artista do Ano para 2010.
Os The Black Keys foram nomeados para três prémios da Billboard Music Awards: Melhor Artista Alternativo, Melhor Álbum de Rock e Melhor Álbum Alternativo, para o álbum Brothers.

### El Camino(2011-2013)
Os Black Keys iniciaram as gravações para o seu sétimo álbum de estúdio, El Camino, por volta de março de 2011. Eles supostamente gravaram no novo estúdio de Dan em Nashville, no Tennessee.
A 14 de julho de 2011, os Black Keys, numa entrevista com a Spin revelaram que eles tinham terminado o álbum, comparando as influências sonoras a The Clash e The Cramps. O álbum foi lançado a 6 de dezembro de 2011.
A revista Rolling Stone colocou El Camino como número 12 na lista dos 50 melhores álbuns do ano. E "Little Black Submarines" foi número 18  na lista dos 50 melhores singles.
No dia 11 de fevereiro de 2013, os Black Keys ganharem três Grammys, um pelo melhor álbum rock, com o El Camino e outros pela melhor música rock e a melhor performance rock com a música "Lonely Boy".

### Turn Blue(2013-2019)
O oitavo álbum do dueto, Turn Blue, foi mais uma colaboração com o produtor Danger Mouse, que também ajudou a escrever as canções. Boa parte das gravações foram feitas no Sunset Studios, em Hollywood, Califórnia, entre julho e agosto de 2013, com gravações adicionais sendo feitas no Key Club Recording em Benton Harbor, Michigan e Easy Eye Sound, em Nashville, no começo de 2014. O álbum foi lançado oficialmente em 13 de maio de 2014. O primeiro single, a canção "Fever", fora lançado em 24 de março.

### Let's Rock(2019-2021)
Após o maior período de inatividade da banda, o nono álbum de estúdio da dupla foi lançado em 28 de junho de 2019, pela Easy Eye Sound e Nonesuch Records. Let's Rock foi precedido pelos singles "Lo/Hi", "Eagle Birds" e "Go".